# Lasse Lasse Hirtshals
|  | Denne artikel er oprettet af botten PalnaBot ud fra en ekstern database. Den kan derfor have sproglige fejl eller mangler. Denne skabelon kan fjernes efter kontrol af indholdet. |

Lasse Lasse Hirtshals er en ungdomsfilm instrueret af Klaus Kjeldsen efter manuskript af Klaus Kjeldsen, Anton Carey Bidstrup.

## Handling
Lasse O og Lasse S er begge 17 år og et sted mellem ung og voksen. De bor så langt fra København, som man næsten kan komme - i Hirtshals. En by, de fleste kun hører om, når manglen på fisk er i nyhederne. Instruktøren Klaus Kjeldsen giver i dokumentarfilmen om de to drenge et sjældent indblik i, hvordan det er at være ung på kanten af Danmark. Filmen følger dem på arbejde, på grillbaren, på knallerterne, på mobilen, til træning - og så hjem til varm mad hos mor og far. Med og uden kærester. De to drenge har ikke umiddelbart planer om at forlade Hirtshals. Her står tiden stille - og alligevel sker der så meget. »Lasse, Lasse Hirtshals« - En road movie på knallert i en rundkørsel.